# Roy Piccard
Roy Piccard (* 2. Dezember 1993) ist ein französischer Skirennläufer. Er startet hauptsächlich in den Disziplinen Abfahrt, Super-G und Superkombination.

## Biografie
Piccard stammt aus einer skibegeisterten Familie. Sein Vater ist der ehemalige französische Skirennläufer Ian Piccard. Er ist der Neffe von Franck, John, Leila, Jeff und Ted Piccard.

Seinen ersten Auftritt bei FIS-Rennen hatte Piccard im Dezember 2008. Im alpinen Skieuropacup gab er am 26. Januar 2014 sein Debüt. Im Super-G von Méribel sah er nicht das Ziel. Seinen ersten Sieg im Europacup feierte Piccard am 16. März 2019 im Super-G von Sella Nevea. 24 Stunden später konnte er diesen Erfolg wiederholen. Am Ende der Saison 2018/19 im Europacup sicherte er sich die Disziplinenwertung im Super-G. Dadurch hatte er einen Fixplatz in dieser Disziplin für die Weltcupsaison 2019/20 inne.
Sein Weltcupdebüt gab er schon 3 Jahre zuvor, am 16. Dezember 2016 mit Platz 64 im Super-G von Gröden. Seine bisher beste Platzierung im Weltcup erreicht er mit Platz 24 am 29. Dezember 2020 in der Abfahrt von Bormio.

## Erfolge

### Weltcup
- 4 Platzierungen unter den besten 30

### Weltcupwertungen
| Saison  | Gesamt | Gesamt | Abfahrt | Abfahrt | Super-G | Super-G |
| Saison  | Platz  | Punkte | Platz   | Punkte  | Platz   | Punkte  |
| ------- | ------ | ------ | ------- | ------- | ------- | ------- |
| 2019/20 | 137.   | 13     | 52.     | 9       | 56.     | 4       |
| 2020/21 | 125.   | 15     | –       | –       | 46.     | 15      |
| 2021/22 | 133.   | 11     | –       | –       | 43.     | 11      |

### Europacup
- Saison 2018/19: 6. Gesamtwertung, 1. Super-G-Wertung
- Saison 2020/21: 3. Super-G-Wertung
- 6 Podestplätze, davon 3 Siege:

| Datum             | Ort                   | Land       | Disziplin |
| ----------------- | --------------------- | ---------- | --------- |
| 16. März 2019     | Sella Nevea           | Italien    | Super-G   |
| 17. März 2019     | Sella Nevea           | Italien    | Super-G   |
| 22. Dezember 2021 | Altenmarkt-Zauchensee | Österreich | Super-G   |

### Juniorenweltmeisterschaften
- Roccaraso 2012: 7. Abfahrt, 8. Super-G
- Quebec 2013: 12. Super-G
- Jasna 2014: 18. Abfahrt, 28. Riesenslalom

### Weitere Erfolge
- 7 Siege in FIS-Rennen